# Zwölfte Nachtstunde (Altes Ägypten)
Die zwölfte Nachtstunde in der Morgendämmerung bezeichnete im Alten Ägypten einerseits die letzte Stunde der Nacht und andererseits die letzte Stunde des altägyptischen Tages. Sie wurde durch den Sonnenaufgang, der die erste Tagesstunde im altägyptischen Kalender markierte, beendet.
Mythologisch stand die zwölfte Nachtstunde seit dem Mittleren Reich unter der Schirmherrschaft von Isis und Sopdet, Göttinnen über das Licht und die Finsternis. Die zwölfte Nachtstunde symbolisierte insbesondere die Zeit der heliakischen Dekan-Aufgänge als Geburtsstunde der Baktiu:

„Herauskommen aus der Duat, sich niederlassen in der Morgenbarke. Den Nun befahren zur Stunde des Re. Sich verwandeln in Chepri und Aufsteigen zum Horizont. Eintreten in den Mund, Herauskommen aus der Vulva. Aufleuchten in der Türöffnung des Horizontes zur Stunde, die die Vollkommenheit ihres Herren schaut, um den Lebensbedarf der Menschen zu schaffen, des Viehs und allen Gewürms, das Re erschaffen hat.“

In der zwölften Nachtstunde und damit der letzten Stunde des alten Jahres, am fünften Tag der Heriu-renpet, erfolgte außerdem der heliakische Aufgang des Sirius, Stern der Göttin Sopdet. Mit dem kurz danach beginnenden Sonnenaufgang schloss sich die Neujahrsfeier des Sopdet-Festes für den ersten Tag des Jahres an.
Seit der Spätzeit hatte die Göttin Nebet-seschep als Herrin des Lichts die Funktionen von Isis und Sopdet übernommen. Aus den Inschriften des Naos der Dekaden geht hervor, dass die astrologische Wirksamkeit des jeweiligen Dekansternbildes einer Dekade mit der heliakischen Kulmination in der zwölften Nachtstunde beginnt.